# Gilberto Martínez Solares
Gilberto Agustín Martínez Solares (Ciutat de Mèxic, 19 de gener de 1906 - 18 de gener de 1997) va ser un fotògraf, guionista, director i productor de pel·lícules mexicà.
Va néixer el 19 de gener de 1906 en Mèxic, D. F. Va tenir estudis fotogràfics a la ciutat de Mèxic, un en Hollywood i un altre en París. En 1934 va debutar com a fotògraf de pel·lícules a Adiós Nicanor i el 1938 va fer el seu debut com a director amb El señor alcalde. Va dirigir més de 140 pel·lícules.
Va fer moltes pel·lícules amb molts actors i còmics com German Valdez "Tin Tan", Adalberto Martínez "Resortes", Antonio Espino "Clavillazo", Marco Antonio Campos "Viruta", Gaspar Henaine "Capulina", Joaquín Pardavé, María Elena Velasco "La India María", entre d'altres.
El "Festival de los tres continentes" a Nantes, França, entrega un premi que porta el seu nom (Premi de Gilberto Martínez Solares).
Va morir el 18 de gener de 1997.

## Filmografia

### Director de fotografia
- Adiós Nicanor (1937)
- Así es la mujer (1936) comèdia musical
- Estilizaciones de danzas aztecas (1935) documental
- Huejotzingo (1935) documental
- El capitán Centellas (1941)
- La torre de los suplicios (1940)

### Guionista
- Los verduleros 2a. part (1987)
- Los verduleros (Los marchantes del amor) (1985)
- El día de los albañiles (1983)
- Amor en las nubes (1966) (coproducció amb Guatemala)
- Juan sin miedo (1960) (argument)
- Viva la parranda (1959) (adaptació)
- El fantasma de la opereta (1959) (adaptació)
- Tin Tan y las modelos (1959)
- El cofre del pirata (1958) (argument)
- Comisario en turno (1948) (adaptació)

### Director
- Hijos de tigre... (1979)
- El contrabando del paso (1978)
- Ángel del silencio (1978)
- Un cura de locura (1977)
- El circo de Capulina (1977)
- El norteño enamorado (De la misma raza) (1975)
- El compadre más padre (1975)
- El investigador Capulina (1973)
- Las tarántulas (Chanoc en Las tarántulas) (1971) - Vegeu Chanoc.
- Cuna de valientes (H. Colegio Militar) ((1971)
- Chanoc contra el tigre y el vampiro (1971) - Vegeu Chanoc.
- El nano (Niñera con bigotes) (1970)
- El bueno para nada (1970)
- Chanoc en las garras de las fieras (1970) - Vegeu Chanoc.
- El médico módico (1969)
- El mundo de los muertos (1969)
- Santo y Blue Demon contra los monstruos (1969)
- Las sicodélicas (1968) (coproducció amb Perú)
- La criada mal criada (1965) (producción portoriquenya)
- Juventud sin ley (Rebeldes a go go) (1965)
- Dos meseros majaderos (1965)
- Cada quién su lucha (1965)
- Los tres salvajes (1965)
- El camino de los espantos (1965)
- Me ha gustado un hombre (1964) (coproducció amb Guatemala i Veneçuela)
- Alma llanera (1964)
- Mi héroe (1964)
- Los tales por cuales (1964)
- Napoleoncito (1963)
- Alazán y enamorado (1963)
- Torero por un día (1963)
- La gitana y el charro (1963) (coproducció amb Guatemala i Espanya)
- De color moreno (1963) (coproducció amb Espanya)
- Una joven de 16 años (1962)
- Las hijas del Amapolo (1960)
- Suicídate, mi amor (1960)
- La sombra del otro (1957)
- Vivir a todo dar (1955)
- Pobre huerfanita (1954)
- Me traes de un ala (1952)
- Rumba caliente (1952)
- Conozco a los dos (1948)
- Cinco rostros de mujer (1946)
- Su última aventura (1946)
- La señora de enfrente (1945)
- La trepadora (1944)
- El globo de Cantolla (1943)
- Internado para señoritas (1943)
- La locura de don Juan (1939)
- El señor alcalde (1938) (debut com a director).[3]

### Director - Guionista
- Más allá del deseo (Ondina) [videohome] (1989)
- Diario íntimo de una cabaretera (1988)
- Los gatos de las azoteas (1987) (adaptació)
- El día de los albañiles 3 (Y dónde te agarró el temblor) (1987)
- Tres mexicanos ardientes (Amor en cooperacha/Dados al catre) (1986) (adaptació)
- El día de los albañiles 2 (1985)
- El ratero de la vecindad 2 (1984)
- Rosita Alvírez, destino sangriento (1983)
- El ratero de la vecindad (1982)
- El vecindario 2a. parte (Los ficheros) (1981)
- El vecindario (Los mexicanos calientes) (1981)
- El peleador del barrio (Golpe a la mafia) (1980 o 1981) (adaptació)
- El que no corre... vuela (1980)
- Okey Mister Pancho (1979)
- Pasión por el peligro (Frontera sangrienta) (1978)
- Misterio en las Bermudas (1977)
- De Cocula es el mariachi (1977)
- Caballo prieto afamado (1977)
- La banda del polvo maldito (1977)
- En esta primavera (1976) (adaptació)
- Capulina chisme caliente (1975) (adaptació)
- El guía de las turistas (1974)
- Chanoc en el foso de las serpientes (1974) (adaptació) - Vegeu Chanoc.
- Satánico pandemonium (La sexorcista) (1973) (adaptació)
- El carita (Uno para todas) (1973)
- Las hijas de don Laureano (1972)
- El rey de Acapulco (1970) (adaptació)
- El metiche (1970)
- Blue Demon y las invasoras (1968) (adaptació)
- Misión cumplida (1968)
- El misterio de los hongos alucinantes (1968)
- Gregorio y su ángel (1966) (adaptació) (coproducció amb els Estats Units)
- El ángel y yo (1966)
- Tintansón Crusoe (1964)
- Marcelo y María (1964)
- Viva Chihuahua (1961) (adaptació)
- Los valientes no mueren (1961)
- Las Leandras (1960) (adaptació)
- Ojos tapatíos (1960) (adaptació)
- El violetero (1960) (adaptació)
- El duende y yo (1960) (adaptació)
- Vivo o muerto (1959)
- La novia del mar (1947)
- El casado casa quiere (1947) (adaptació)
- Extraña cita (1947)
- Bodas trágicas (1946)
- El jagüey de las ruinas (1944) (adaptació)
- Un beso en la noche (1944)
- Así son ellas (1943) (adaptació)
- Resurrección (1943) (adaptació)
- Yo bailé con don Porfirio (1942)
- Las cinco noches de Adán (1942) (adaptació)
- La casa del rencor (1941) (adaptació)
- Hombres del aire (1939) (adaptació)
- El señor alcalde (1938) (adaptació)
- La casa del terror (1959)
- Una estrella y dos estrellados (1959) (argument)
- Vuelta al paraíso (1959)
- El tesoro de Chucho el Roto (1959) (adaptació)
- Escuela de verano (1958)
- Kermesse (1958) (adaptació)
- Mientras el cuerpo aguante (1958) (adaptació)
- Besos de arena (1957) (adaptació)
- El ciclón (1957)
- Paso a la juventud (1957)
- La feria de San Marcos (1957)
- Escuela para suegras (1956) (adaptació)
- Los tres mosqueteros... y medio (1956) (adaptació)
- La ciudad de los niños (1956) (argument)
- El organillero (1956) (adaptació)
- El chismoso de la ventana (1955)
- El vividor (1955) (adaptació)
- Club de señoritas (1955)
- Pura vida (1955)
- Lo que le pasó a Sansón (1955) (adaptació)
- Qué lindo cha cha chá (1954)
- El sultán descalzo (1954)
- Los líos de Barba Azul (1954) (adaptació)
- Contigo a la distancia (1954) (adaptació)
- El vizconde de Montecristo (1954)
- Hijas casaderas (1954) (adaptació)
- Mulata (1953) (adaptació)
- El mariachi desconocido (Tin Tan en La Habana) (1953)
- Dios los cría (1953) (adaptació)
- Ahí vienen los gorrones (1952)
- El bello durmiente (1952)
- Las locuras de Tin Tan (1951) (adaptació)
- Chucho el Remendado (1951)
- El ceniciento (1951)
- El revoltoso (1951)
- ¡Ay amor... cómo me has puesto! (1950)
- Simbad el mareado (1950)
- Mi querido capitán (1950)
- La marca del Zorrillo (1950)
- El rey del barrio (1949)
- No me defiendas, compadre (1949) (adaptació)
- Novia a la medida (1949) (adaptació)
- Soy charro de levita (Yo soy charro de levita) (1949) (adaptació)
- Calabacitas tiernas (¡Ay qué bonitas piernas!) (1948) (adaptació)
- La familia Pérez (1948)
- Tuya para siempre (1948) (adaptació)

## Codirector - guionista
- Crisis (Crimen organizado/Magnicidio) (1998) - guionista i productor
- La mujer de los dos (1995) - codirector
- Mujeres infieles (1993) - codirector i guionista

## Actor
- Pasajeros en tránsito (1976).[4]
- Cuartelazo (1976).[5]
- Foxtrot (1975).[6]